# Erhard Köster
Erhard Köster (* 11. Juni 1926 in Herischdorf, Landkreis Hirschberg im Riesengebirge; † 21. Juni 2007 in Berlin) war ein deutscher Schauspieler und Synchronsprecher.

## Leben
Köster begann 1945 als Bühnenarbeiter am Stadttheater Glauchau und nahm nebenbei privaten Schauspielunterricht. Ab 1946 war er Schauspielschüler am Komödienhaus in Dresden. Nach der Ausbildung war er zunächst an zahlreichen kleineren Bühnen der DDR engagiert (1949 am Theater für Kinder in Dresden, 1950 am Stadttheater Zittau, 1952 am Staatstheater Cottbus, 1955 an den Städtischen Bühnen Erfurt), wo er viele große Rollen spielte. Unter der Regie von Walter Niklaus war er auch Mitglied des Kabaretts Die fünf Stichlinge. Mit dem Erfurter Theater gastierte Köster dreimal im Berliner Ensemble, wo er u. a. die Titelrolle in Brechts Schweyk im Zweiten Weltkrieg spielte. 1960 wurde er schließlich fest am Berliner Ensemble engagiert, wo er bis 1992 verblieb und zumeist Nebenrollen spielte; gelegentlich wurde er aber auch als Hauptdarsteller eingesetzt.
Im Fernsehen spielte er unter anderem Episodenrollen in Der Staatsanwalt hat das Wort und Polizeiruf 110. Köster wirkte als Schauspieler vor der Kamera von 1961 bis zum Jahr 1996 in über 60 Film-und-Fernsehproduktionen mit, zumeist allerdings in einer Nebenrolle.
Als Sprecher wirkte er von 1958 bis 1992 an 1.197 Filmen für die Synchronateliers der DEFA mit, zusätzlich war er noch für das Synchronstudio des Fernsehens der DDR tätig. Besonders bekannt wurde er als DEFA-Synchronstimme von Kjeld (Poul Bundgaard) in elf Filmen der Olsenbande sowie als häufige deutsche Stimme von Vladimír Menšík. Daneben lieh er auch Curt Bois, Jean Constantin und Josef Vinklář seine Stimme. Für den Berliner Rundfunk sprach er 17 Jahre lang den Papa Findig in der Hörspielreihe Was ist denn heut bei Findigs los?.
Erhard Köster war der Vater der Schauspielerinnen Ev-Katrin Weiß (* 1962) und Gundula Köster (* 1966).

## Filmografie (Auswahl)
- 1961: Der Geisterzug
- 1961: Der Fuchs vom Bellegarde
- 1962: Anonymer Anruf
- 1962: Josef und alle seine Brüder
- 1963: Alle meine Söhne
- 1963: Carl von Ossietzky
- 1963: Mir zum Gericht
- 1963: Verliebt und vorbestraft
- 1963: Rauhreif
- 1963: Die Glatzkopfbande
- 1964: Mir san mir
- 1965: Am dritten Montag
- 1965: Das Kaninchen bin ich
- 1965: Der Staatsanwalt hat das Wort: Seriöser Erfinder sucht Teilhaber (TV-Reihe)
- 1966: Der Staatsanwalt hat das Wort: Am Mozartplatz
- 1966: Die Tage der Commune (Theateraufzeichnung)
- 1966: Die erste Reiterarmee
- 1966: Der arme Konrad
- 1966: Columbus 64
- 1967: Die Räuber (Theater, Fernsehinszenierung)
- 1967: DEFA 70 (Sprecher)
- 1968: Der Staatsanwalt hat das Wort: Automarder
- 1968: Der Staatsanwalt hat das Wort: Strafsache Anker
- 1968: Androklus und der Löwe
- 1969: Die Dame aus Genua
- 1972: Kriminalfälle ohne Beispiel – Der Fall Brühne-Ferbach
- 1973: Der Tod in der Flasche
- 1973: Der Staatsanwalt hat das Wort: Nachteinkäufe
- 1974: Der Leutnant vom Schwanenkietz
- 1974: Der unaufhaltsame Aufstieg des Arturo Ui (Fernsehübertragung des Berliner Ensembles)
- 1974: Requiem für Hans Grundig
- 1974: Zwischen vierzig und fünfzig
- 1975: Polizeiruf 110: Zwischen den Gleisen (TV-Reihe)
- 1976: Auf der Suche nach Gatt
- 1976: Der Staatsanwalt hat das Wort: Der Brief aus Slubice
- 1978:  Der Staatsanwalt hat das Wort: Ich kündige
- 1978: Leise flehen meine Lieder
- 1979: Ein Mann und seine Frau
- 1979: Es sollte ewig Sonntag sein
- 1980: Früher Sommer
- 1981: Polizeiruf 110: Der Schweigsame
- 1983: Abends im Kelch
- 1984: Der Staatsanwalt hat das Wort: Finderlohn
- 1984: Der Staatsanwalt hat das Wort: Ein leeres Haus
- 1985: Das Eigentor
- 1985: Polizeiruf 110: Der zersprungene Spiegel
- 1987: Der Hauptmann von Köpenick
- 1988: Polizeiruf 110: Ihr faßt mich nie!
- 1989: Großer Frieden (Theateraufzeichnung)
- 1990: Drei Wohnungen
- 1990: Klein, aber Charlotte (Fernsehserie)
- 1992: Begräbnis einer Gräfin
- 1996: Der Millionär

## Synchronrollen (Auswahl)
Vladimír Menšík
- 1978: Die Frau hinter dem Ladentisch als Václav Karas, Verkaufsstellenleiter
- 1981: Die Märchenbraut als Herr Maier
- 1985: Ein Haus mit tausend Gesichtern als Hausmeister Josef Anderlik

Josef Vinklář
- 1979–1981: Das Krankenhaus am Rande der Stadt als Dr. Cvach
- 1983: Irrsinniger Cancan als Scholef

### Filme
- 1958: Vladimír Ráz in Der Fall ist noch nicht abgeschlossen als Dr. Pánek
- 1958: John Arnatt in Haus der Erpressung als Carter
- 1959: Wladimir Balaschow in Neue Attraktionen als Wassili Guljajew
- 1959: Ju Ming-deh in Das Herz spielt mit als Lau Möng
- 1959: Adám Szirtes in Razzia in Budapest als János Gere
- 1961: Georges Rivière in Normandie als Benoit
- 1961: Ove Sprogøe in Verliebt in Kopenhagen als Corny
- 1961: Lubomír Lipský in Der Meisterschütze als Mensik
- 1961: Luigi De Filippo in Policarpos große Pläne als Gegé
- 1963: Ion Fintesteanu in Urlaub am Schwarzen Meer als Stellvertretender Direktor des ONT
- 1964: Carlos Moctezuma in Preludio 11 als Ravelo
- 1966: Tom Harvey in Das Glück des Ginger Coffrey als Joe McGlade
- 1966: Alexander Melnikow in Republik der Strolche als Alexander Popow, Geschichtslehrer
- 1966: Ronald Fraser in Malheur an der Themse als Sergeant Regan
- 1968–1998: Poul Bundgaard in der Reihe Die Olsenbande als Kjeld Jensen (11 Filme)
- 1980: Curt Bois in Das goldene Tor als Bonbois
- 1982: Nando Bruno in Dieb hin, Dieb her als Clemente
- 1987: Edmund Breon in Jagd auf Spieldosen als Gilbert Emery
- 1989: John Mills in In 80 Tagen um die Welt als Faversham
- 1993: Joe Bellan in Mrs. Doubtfire – Das stachelige Kindermädchen als TV-Boss

### Serien
- 1990–1991: Paul Reed in Wagen 54, bitte melden als Captain Paul Block

## Theater (Auswahl)
Städtische Bühnen Erfurt
- 1955: William Shakespeare: Die Komödie der Irrungen (Dromio von Syrakus) – Regie: Hans Dieter Mäde
- 1955: Juri Burjakowski: Julius Fučik (Soldat) – Regie: Hans Dieter Mäde
- 1955: Jewgenij Schwarz: Die verzauberten Brüder (Iwanuschka) – Regie: Horst Bonnet
- 1955: Friedrich Schiller: Wallenstein / Die Piccolomini – Wallensteins Tod (Dercroux) – Regie: Eugen Schaub
- 1956: Leonid Solowjow: Aufruhr in Buchara (Chodscha Nasreddin) – Regie: Hans Dieter Mäde
- 1956: Bertolt Brecht: Der kaukasische Kreidekreis (Panzerreiter/Holzkopf) – Regie: Eugen Schaub
- 1956. Molière: Die Streiche des Scapin (Scapin) – Regie: Horst Bonnet
- 1956: Sergej Michalkow: Das rote Halstuch (Schura Badjekin) – Regie: Sigfried Menzel
- 1956: Hedda Zinner: Lützower (Schreiber Püttchen) – Regie: Georg Leopold
- 1956: Oscar Wilde: Keine Hochzeit ohne Ernst (Jack Worthing) – Regie: Arno Wolf
- 1956: Nordahl Grieg: Die Niederlage (Bäckergeselle Martin) – Regie: Georg Leopold
- 1956: Günther Weisenborn: Zwei Engel steigen aus (Gil, Student) – Regie: Georg Leopold
- 1956: William Shakespeare: Der Widerspenstigen Zähmung (Grumio, Petruchios Diener) – Regie: Eugen Schaub
- 1957: Heinrich Spoerl: Der Maulkorb (Rebanus) – Regie: Georg Leopold
- 1957: Boris S. Romaschow: Die feurige Brücke (Masjura) – Regie: Eugen Schaub
- 1958: Heiner Müller: Der Lohndrücker (Geschke) – Regie: Eugen Schaub / Horst Ludwig
- 1958: Johann Wolfgang von Goethe: Götz von Berlichingen (Georg, Sohn des Götz) – Regie: Eugen Schaub
- 1958: Hans Lucke: Kaution (Sergeant Eddie) – Regie: Arno Wolf
- 1958: Bertolt Brecht: Schweyk im Zweiten Weltkrieg (Schweyk) – Regie: Eugen Schaub (deutsche Erstaufführung)
- 1958: Friedrich Wolf: Matrosen von Cattaro (Sepp Kriz) – Regie: Georg Leopold
- 1958: Adolf Wilbrandt: Dame Kobold (Cosme, Diener des Don Manuel) – Regie: Arno Wolf
- 1959: William Shakespeare: Julius Cäsar (Strato, Diener des Brutus) – Regie: Eugen Schaub
- 1959: William Shakespeare: Was ihr wollt (Narr) – Regie: Eugen Schaub
- 1959: Friedrich Schiller: Wilhelm Tell (Kuoni, der Hirte und Stüssi, der Flurschütz – Doppelbesetzung) – Inszenierung: Eugen Schaub
- 1959: Nikolai Gogol: Der Revisor (Peter Iwanowitsch Bobtschinski) – Regie: Eugen Schaub
- 1960: Gerhart Hauptmann: Die Weber (Lumpensammler Hornig) – Regie: Arno Wolf
- 1960: Johannes R. Becher: Winterschlacht (Übersetzer) – Regie: Eugen Schaub
- 1960: Hans-Albert Pederzani: Die Hunde bellen nicht mehr (Leutnant Weber) – Regie: Fritz Bennewitz (Fernsehaufzeichnung)
- 1961: Bertolt Brecht: Leben des Galilei (Mathematiker) – Regie: Walter Beck a. G.
- 1961: William Shakespeare: Richard III. (Graf Rivers) – Regie: Eugen Schaub

Berliner Ensemble
- 1969: Helmut Baierl: Johanna von Döbeln (Kaderleiter) – Regie: Manfred Wekwerth / Helmut Rabe
- 1982: Hanns-Eisler Hearing (McDowell) – Regie: Christoph Brück / Wolf Bunge (Berliner Ensemble – Probebühne)
- 1986: Carl Zuckmayer: Der Hauptmann von Köpenick (Stadtkämmerer Rosencrantz) – Regie: Christoph Brück
- 1988: Bertolt Brecht: Die Mutter (Streikbrecher) – Regie: Manfred Wekwerth / Joachim Tenschert

## Hörspiele
- 1971: Bertolt Brecht: Die Tage der Commune (Mitglied des Zentralkomitees/Veteran/Avrial) – Regie: Manfred Wekwerth/Joachim Tenschert (Hörspiel – Litera)
- 1972: Jerzy Gieraltowsky: Minen und Eier (Jachecki) – Regie: Zbigniew Kopalko (Hörspiel – Rundfunk der DDR)
- 1973: Hans-Ulrich Lüdemann: Überlebe das Grab (Wärter) – Regie: Werner Grunow (Hörspiel – Rundfunk der DDR)
- 1983: Lion Feuchtwanger: Erfolg – Regie: Werner Grunow (Hörspiel – Rundfunk der DDR)
- 1991: Gerhard Rentzsch: Szenen aus deutschen Landen, eingeleitet und mit Zwischenberichten versehen über die Reise eines Mannes mit Pappkarton – Regie: Walter Niklaus (Hörspielreihe: Augenblickchen Nr. 4 – DS Kultur/BR)